# Microstylum nigritarse
Microstylum nigritarse là một loài ruồi trong họ Asilidae. Microstylum nigritarse được Bromley miêu tả năm 1927. Loài này phân bố ở vùng nhiệt đới châu Phi.